# Spătaru (okręg Aluta)
Spătaru – wieś w Rumunii, w okręgu Aluta, w gminie Cungrea. W 2011 roku liczyła 345 mieszkańców.